# Scopriti
Scopriti è un singolo del cantautore italiano Folcast, pubblicato il 4 dicembre 2020.
Il brano è stato eseguito nella sezione "Nuove proposte" del Festival di Sanremo 2021.

## Tracce
1. Scopriti – 3:26